# The World to Come
The World to Come ist ein Filmdrama von Mona Fastvold, das am 6. September 2020 bei den Filmfestspielen in Venedig seine Premiere feierte, wo der Film für den Goldenen Löwen nominiert war. Am 12. Februar 2021 kam The World to Come in ausgewählte US-Kinos und soll dort am 2. März 2021 als Video-on-Demand veröffentlicht werden. Der Film handelt von zwei Frauen im ländlichen Amerika der 1850er Jahre, die sich ineinander verlieben.

## Handlung
In den 1850er Jahren im Schoharie County im Bundesstaat New York. beginnt für Abigail ein neues Jahr auf der ländlichen Farm, wo sie mit ihrem Ehemann Dyer lebt. Es ist einige Monate her, seit ihre Tochter Nellie an Diphtherie gestorben ist, und Frau und Ehemann haben sich in eine Trauer erstickende Routine ständiger Arbeit geflüchtet, wie sie in ihrem Tagebuch schreibt.  Seit dem Tod ihrer kleinen Tochter geht Abigail nicht mehr zur Kirche.
Als der Frühling kommt, macht Abigail die Bekanntschaft von Tallie, die mit ihrem Ehemann Finney, einem Schweinezüchter, eine benachbarte Farm angemietet hat.  Erst noch erzählen sie nur von ihren täglichen Arbeiten wie dem Melken der Kühe, dem Kartoffelschälen, aber auch über ihre Ehemänner. Als sie bemerken, dass sie ineinander ihren Seelenverwandten gefunden haben, gehen die beiden Frauen eine heimliche Beziehung ein und füllen damit eine Lücke in ihrem Leben, von der sie beide nicht wussten, dass sie existiert.

## Produktion
Regie führte Mona Fastvold, das Drehbuch schrieb Ron Hansen gemeinsam mit Jim Shepard, basierend auf dessen Kurzgeschichte The World to Come. Jede Szene beginnt mit dem Datum, das in das Bild geschrieben ist, während Abigail aus ihrem Tagebuch liest. Der erste Eintrag erfolgt am 1. Januar.

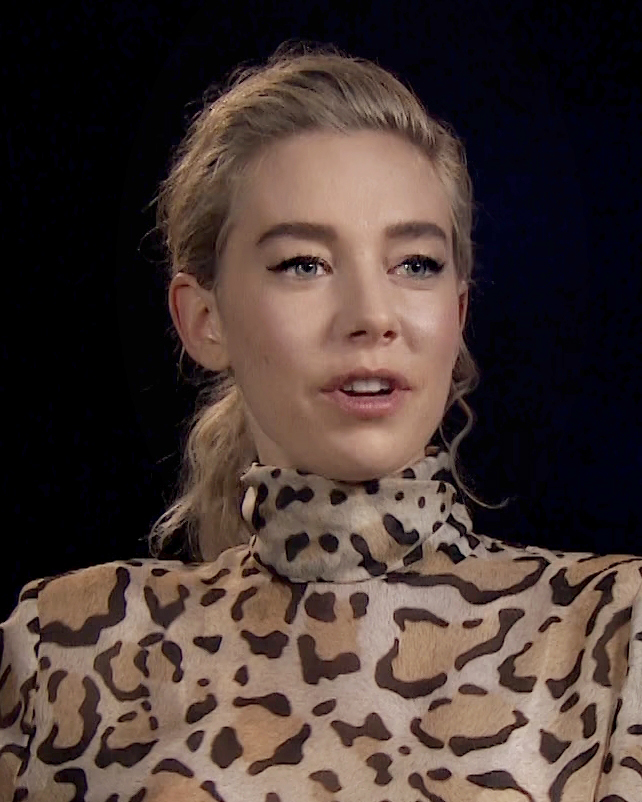
Vanessa Kirby spielt im Film Tallie

Katherine Waterston spielt Abigail, Casey Affleck ihren Ehemann Dyer, Vanessa Kirby übernahm die Rolle von Tallie und Christopher Abbott die ihres Ehemannes Finney.  Die Einträge, die Abigail in ihr Tagebuch schreibt, sind mit einem Voice-Over versehen, was dem Zuschauer Zugang zu ihren Gefühlen gebe und so ein Porträt der weiblichen Innerlichkeit zeichne, so Jon Frosch.
Die Dreharbeiten fanden in zwei Phasen im Jahr 2019 in Rumänien statt, um alle vier Jahreszeiten zu zeigen. Fastvold hatte die „nicht bewirtschaftete und nicht gepflegte Landschaft in den Bergen“ gewollt. Der Film wurde auf 16 mm gedreht.
Die Filmmusik komponierte Daniel Blumberg, der diese bei seiner Arbeit mit dem Voice-Over des Films kombinierte. Das Soundtrack-Album mit insgesamt 22 Musikstücken wurde zum US-Kinostart von Node Records als Download veröffentlicht. Am 14. Januar 2022 wurde es von Mute in einer limitierten Vinyl- und CD-Edition veröffentlicht.
Eine erste Vorstellung des Films erfolgte am 6. September 2020 bei den Filmfestspielen in Venedig, wo der Film für den Goldenen Löwen nominiert war. Ebenfalls Anfang September 2020 wurde er beim San Sebastián International Film Festival gezeigt. Ende Oktober 2020 erfolgte eine Vorstellung bei der Viennale. Der erste Trailer wurde Mitte Januar 2021 vorgestellt. Am 12. Februar 2021 kam der Film in ausgewählte US-Kinos und wurde dort am 2. März 2021 als Video-on-Demand veröffentlicht. Im April 2021 wurde er beim Golden Horse Film Festival gezeigt. Im Juni 2021 erfolgen Vorstellungen in der Juni-Edition des International Film Festival Rotterdam, das der Film am 2. Juni 2021 eröffnete.

## Rezeption

### Altersfreigabe
In den USA erhielt der Film von der MPAA ein R-Rating, was einer Freigabe ab 17 Jahren entspricht. In Deutschland wurde der Film von der FSK ab 12 Jahren freigegeben.

### Kritiken
Der Film konnte bislang 75 Prozent aller Kritiker bei Rotten Tomatoes überzeugen und erhielt auf Metacritic einen Metascore von 73 von 100 möglichen Punkten. Bereits bei den Venedig-Kritikern stieß der Film auf ein ausgesprochen positives Echo, und immer wieder wurde dabei das Spiel aller vier Hauptdarsteller hervorgehoben.
David Ehrlich von IndieWire erklärt, was wie ein Horrorfilm beginne, verwandele sich schließlich in eine handfeste, aber hypnotische Liebesgeschichte, und The World to Come sei dabei so zurückhaltend, dass die Charaktere aus Porträt einer jungen Frau in Flammen im Vergleich dazu ihre Gefühle praktisch in den Himmel schreien.
Jon Frosch von The Hollywood Reporter schreibt, die große Intimität, die zwischen Abigail und Tallie wächst, sei eine Erleichterung, aber auch frustrierend, weil sie ein qualvoller Vorgeschmack darauf ist, wie ihr Leben aussehen könnte, wenn sie nicht in der Rolle gefangen wären, die von dieser Zeit, diesem Ort und der Kultur vorgegeben ist. Das Voice-Over solle den Zuschauer in die aufgewühlte Innenwelt der äußerlich ruhigen Protagonistin hineinziehen und habe doch den gegenteiligen Effekt, weil man sich eher von ihr distanziere und die Handlung unterbrochen werde.  Casey Affleck spiele Dyer als einen geistig begrenzten Mann, der dennoch in der Lage ist, über seine eigenen Bedürfnisse hinaus zu sehen, was ihn stark von Finney unterscheide, einem sturen „Prig“, der sich Tallie nur als Erweiterung seiner selbst vorstellen kann. Christopher Abbott spiele ihn mit einem Anflug von Wahnsinn und einem Hauch Sadismus. Die Natur werde im Film als wilde, bedrohliche Kraft angesehen, so Frosch, und der Schneesturm, durch den Tallie wandert,  übe ebenso viel Macht über das Leben der Charaktere aus, wie ihre eigenen Entscheidungen.

### Auszeichnungen
Festival International du Film de La Roche-sur-Yon 2020
- Auszeichnung mit dem Sonderpreis der Jury im Compétition internationale (Mona Fastvold)
- Nominierung für den Großen Preis der Jury im Compétition internationale (Mona Fastvold)[20]

Internationales Filmfestival von Stockholm 2020
- Nominierung als Bester Film für das Bronzene Pferd (Mona Fastvold)[21]

Internationale Filmfestspiele von Venedig 2020
- Nominierung für den Goldenen Löwen
- Auszeichnung mit dem Queer Lion (Mona Fastvold)
- Auszeichnung mit dem Fanheart3 Award	Nave d’Argento (Mona Fastvold)[22][23]

London Critics’ Circle Film Awards 2021
- Nominierung als Beste britische Darstellerin (Vanessa Kirby, auch für Pieces of a Woman)[24]

San Sebastián International Film Festival 2020
- Nominierung als Bester Film (Mona Fastvold)[25]